# サク・アリーナ
サク・アリーナ（Saku Suurhall、サク・サーホール・アリーナとも）は、エストニアの首都タリンにある多目的アリーナ。2001年11月に完成。

## 概要
サク・アリーナのサクはエストニアを代表するビールメーカー。同社が命名権を取得した。オープンの翌年にはユーロビジョン・ソング・コンテストが、そして2010年ヨーロッパフィギュアスケート選手権が行われたほか、アヴリル・ラヴィーン、アナスタシア、エルトン・ジョン、サラ・ブライトマン、t.A.T.u.、ディープ・パープル、バックストリート・ボーイズ、バニラ・ニンジャ、ペット・ショップ・ボーイズ、ボブ・ディラン、リアーナ、ルスラナ、ローディらがライブを行った。また、『リバーダンス』『ABBAゴールド』『マンマ・ミーア!』『シカゴ』などのミュージカルも行われている。